# Litoria electrica
Litoria electrica (englische Trivialnamen: „Buzzing Treefrog“, „Electric Treefrog“) ist ein Froschlurch aus der Gattung Litoria. Er wurde 1987 von Ken Aplin bei Floraville in Queensland entdeckt und 1990 erstbeschrieben. Das Artepitheton electrica bezieht sich auf seinen Balzruf, der an das Geräusch eines Hochspannungslichtbogens erinnert.

## Merkmale
Litoria electrica erreicht eine Größe von 35 bis 38 Millimeter. Er hat einen gelbbraunen Rücken mit drei dunklen Flecken. Diese Flecken können manchmal schmetterlings- oder v-förmig sein. Die Rückseiten der Schenkel zeigen schwarze und gelbe Flecken. Seine Zehen sind durch eine halbe Schwimmhaut verbunden. Zwischen den Fingern ist die Schwimmhaut nur geringfügig ausgebildet. Die Finger- und Zehenpolster sind sichtbar.

## Vorkommen und Lebensraum
Litoria electrica bewohnt unterschiedliche Lebensräume, darunter Sümpfe und Gebäude. Er ist heimisch in der Zentralregion und im Nordwesten von Queensland.

## Systematik
Früher wurden die Arten der Gattung Litoria in der Gattung Hyla geführt, zu der auch der Europäische Laubfrosch (Hyla arborea) gehört. Alle in Australien und Neuguinea lebenden Arten mit den Merkmalen der Laubfrösche wurden später in die Gattung Litoria gestellt. Die Gattung Litoria wurde dann zusammen mit anderen Gattungen in der Unterfamilie der Australischen Laubfrösche (Pelodryadinae) innerhalb der Laubfrösche zusammengefasst.